# Pro Victoria Pallavolo 2018-2019
Questa voce raccoglie le informazioni riguardanti la Pro Victoria Pallavolo nelle competizioni ufficiali della stagione 2018-2019.

## Stagione
Nella stagione 2018-19 la Pro Victoria Pallavolo assume la denominazione sponsorizzata di Saugella Team Monza.
Partecipa per la terza volta alla Serie A1; chiude la regular season di campionato al quarto posto in classifica, qualificandosi per i play-off scudetto, dove arriva in semifinale, venendo sconfitta dall'Imoco.
Grazie al sesto posto al termine del girone di andata di campionato, la Pro Victoria si qualifica per la Coppa Italia, uscendo ai quarti di finale, battuta dall'Imoco.
Partecipa inoltre alla Challenge Cup: conquista per la prima volta la competizione superando nella doppia sfida finale le turche dell'Aydın BB.

## Organigramma societario
Area direttiva
- Presidente: Carlo Rigaldo

Area tecnica
- Allenatore: Miguel Ángel Falasca
- Allenatore in seconda: Fabio Parazzoli
- Assistente allenatore: Luca Bucaioni
- Scout man: Danilo Contrario

Area sanitaria
- Medico: Carlo Maria Pozzi
- Preparatore atletico: Daniel Lecouna
- Fisioterapista: Emilio Scuteri

## Rosa
| N° | Nome                | Ruolo | Data di nascita   | Nazionalità sportiva |
| -- | ------------------- | ----- | ----------------- | -------------------- |
| 1  | Serena Ortolani     | O     | 7 gennaio 1987    | Italia               |
| 3  | Chiara Arcangeli    | L     | 14 febbraio 1983  | Italia               |
| 4  | Laura Partenio      | S     | 29 dicembre 1991  | Italia               |
| 5  | Martina Balboni     | P     | 29 gennaio 1991   | Italia               |
| 7  | Francesca Devetag   | C     | 13 novembre 1986  | Italia               |
| 8  | Rachael Adams       | C     | 3 giugno 1990     | Stati Uniti          |
| 9  | Micha Hancock       | P     | 10 novembre 1992  | Stati Uniti          |
| 10 | Edina Begić         | S     | 10 settembre 1992 | Bosnia ed Erzegovina |
| 11 | Anne Buijs          | S     | 2 dicembre 1991   | Paesi Bassi          |
| 12 | Hanna Orthmann      | S     | 3 ottobre 1998    | Germania             |
| 13 | Fabiola Facchinetti | C     | 30 aprile 1989    | Italia               |
| 14 | Marika Bianchini    | O     | 23 aprile 1993    | Italia               |
| 17 | Ilaria Bonvicini    | L     | 28 febbraio 1997  | Italia               |
| 19 | Laura Melandri      | C     | 31 gennaio 1995   | Italia               |

## Mercato
| Acquisti | Acquisti            | Acquisti        | Acquisti   |
| R.       | Nome                | da              | Modalità   |
| -------- | ------------------- | --------------- | ---------- |
| C        | Rachael Adams       | Eczacıbaşı      | definitivo |
| O        | Marika Bianchini    | Savino Del Bene | definitivo |
| S        | Anne Buijs          | Nilüfer         | definitivo |
| C        | Fabiola Facchinetti | Marsala         | definitivo |
| C        | Laura Melandri      | Imoco           | definitivo |

| Cessioni                               | Cessioni         | Cessioni     | Cessioni   |
| R.                                     | Nome             | a            | Modalità   |
| -------------------------------------- | ---------------- | ------------ | ---------- |
| C                                      | Sonia Candi      | San Casciano | definitivo |
| C                                      | TeTori Dixon     | Beijing      | definitivo |
| S                                      | Helena Havelková | Dinamo Mosca | definitivo |
| S                                      | Sara Loda        | Bergamo      | definitivo |
| O                                      | Rachele Rastelli | St. John's   | definitivo |
| Trasferimenti nel corso della stagione |                  |              |            |
| S                                      | Laura Partenio   | -            | ritirata   |

## Risultati

### Serie A1

#### Girone di andata
| 1ª giornata - 28 ottobre 2018 Palazzetto dello Sport, Monza     | Pro Victoria | 3 - 0 | Club Italia       | 25-21, 25-15, 25-18               |
| 2ª giornata - 1º novembre 2018 PalaPiantanida, Busto Arsizio    | UYBA         | 3 - 1 | Pro Victoria      | 23-25, 25-21, 25-22, 25-16        |
| 3ª giornata - 3 novembre 2018 Palazzetto dello Sport, Monza     | Pro Victoria | 0 - 3 | Imoco             | 25-27, 19-25, 19-25               |
| 4ª giornata - 11 novembre 2018 Palazzetto dello Sport, Monza    | Pro Victoria | 3 - 0 | Chieri '76        | 25-19, 25-17, 25-21               |
| 5ª giornata - 14 novembre 2018 Nelson Mandela Forum, Firenze    | San Casciano | 3 - 2 | Pro Victoria      | 20-25, 24-26, 32-30, 25-15, 15-12 |
| 6ª giornata - 17 novembre 2018 PalaCastagnaretta, Cuneo         | Cuneo Granda | 1 - 3 | Pro Victoria      | 24-26, 25-22, 19-25, 15-25        |
| 7ª giornata - 25 novembre 2018 Palazzetto dello Sport, Monza    | Pro Victoria | 2 - 3 | Savino Del Bene   | 25-21, 26-28, 25-21, 21-25, 11-15 |
| 8ª giornata - 2 dicembre 2018 PalaTerdoppio, Novara             | AGIL         | 3 - 0 | Pro Victoria      | 25-23, 25-15, 25-19               |
| 9ª giornata - 10 dicembre 2018 Palazzetto dello Sport, Monza    | Pro Victoria | 3 - 0 | Casalmaggiore     | 25-19, 25-21, 25-20               |
| 10ª giornata - 16 dicembre 2018 Palazzetto dello Sport, Monza   | Pro Victoria | 3 - 1 | Millenium Brescia | 25-23, 25-10, 22-25, 25-17        |
| 11ª giornata - 23 dicembre 2018 PalaBaldinelli, Osimo           | Filottrano   | 0 - 3 | Pro Victoria      | 27-29, 21-25, 21-25               |
| 13ª giornata - 29 dicembre 2018 Palazzetto dello sport, Bergamo | Bergamo      | 1 - 3 | Pro Victoria      | 25-20, 20-25, 22-25, 18-25        |

#### Girone di ritorno
| 1ª giornata - 6 gennaio 2019 Palazzetto dello Sport, Monza   | Club Italia       | 0 - 3 | Pro Victoria | 23-25, 22-25, 19-25               |
| 2ª giornata - 10 gennaio 2019 PalaPiantanida, Busto Arsizio  | Pro Victoria      | 2 - 3 | UYBA         | 25-23, 18-25, 19-25, 25-21, 10-15 |
| 3ª giornata - 13 gennaio 2019 Palazzetto dello Sport, Monza  | Imoco             | 3 - 1 | Pro Victoria | 25-20, 25-21, 19-25, 25-22        |
| 4ª giornata - 27 gennaio 2019 Palazzetto dello Sport, Monza  | Chieri '76        | 1 - 3 | Pro Victoria | 19-25, 27-25, 20-25, 22-25        |
| 5ª giornata - 31 gennaio 2019 Nelson Mandela Forum, Firenze  | Pro Victoria      | 3 - 2 | San Casciano | 19-25, 19-25, 28-26, 25-13, 16-14 |
| 6ª giornata - 10 febbraio 2019 PalaCastagnaretta, Cuneo      | Pro Victoria      | 3 - 2 | Cuneo Granda | 32-34, 25-11, 22-25, 25-20, 15-9  |
| 7ª giornata - 17 febbraio 2019 Palazzetto dello Sport, Monza | Savino Del Bene   | 3 - 1 | Pro Victoria | 27-29, 25-21, 25-23, 25-13        |
| 8ª giornata - 23 febbraio 2019 PalaTerdoppio, Novara         | Pro Victoria      | 3 - 1 | AGIL         | 23-25, 25-16, 25-20, 25-20        |
| 9ª giornata - 3 marzo 2019 Palazzetto dello Sport, Monza     | Casalmaggiore     | 1 - 3 | Pro Victoria | 21-25, 25-20, 17-25, 20-25        |
| 10ª giornata - 10 marzo 2019 Palazzetto dello Sport, Monza   | Millenium Brescia | 2 - 3 | Pro Victoria | 25-15, 25-20, 12-25, 25-27, 12-15 |
| 11ª giornata - 17 marzo 2019 PalaBaldinelli, Osimo           | Pro Victoria      | 3 - 1 | Filottrano   | 19-25, 25-18, 25-21, 25-18        |
| 13ª giornata - 30 marzo 2019 Palazzetto dello sport, Bergamo | Pro Victoria      | 3 - 1 | Bergamo      | 16-25, 27-25, 25-20, 25-20        |

#### Play-off scudetto
| Quarti di finale (gara 1) - 7 aprile 2019 PalaPiantanida, Busto Arsizio  | UYBA         | 3 - 2 | Pro Victoria | 22-25, 25-17, 25-20, 19-25, 15-12 |
| Quarti di finale (gara 2) - 13 aprile 2019 Palazzetto dello Sport, Monza | Pro Victoria | 3 - 1 | UYBA         | 28-26, 23-25, 25-23, 25-20        |
| Quarti di finale (gara 3) - 15 aprile 2019 Palazzetto dello Sport, Monza | Pro Victoria | 3 - 0 | UYBA         | 25-22, 25-18, 25-23               |
| Semifinali (gara 1) - 19 aprile 2019 Palazzetto dello Sport, Monza       | Pro Victoria | 0 - 3 | Imoco        | 16-25, 14-25, 16-25               |
| Semifinali (gara 2) - 21 aprile 2019 PalaVerde, Villorba                 | Imoco        | 3 - 0 | Pro Victoria | 25-19, 25-12, 25-22               |
| Semifinali (gara 3) - 23 aprile 2019 PalaVerde, Villorba                 | Imoco        | 3 - 1 | Pro Victoria | 22-25, 25-20, 25-19, 25-14        |

### Coppa Italia
| Quarti di finale (andata) - 16 gennaio 2019 Palazzetto dello Sport, Monza | Pro Victoria | 0 - 3 | Imoco        | 23-25, 13-25, 19-25        |
| Quarti di finale (ritorno) - 20 gennaio 2019 PalaVerde, Villorba          | Imoco        | 3 - 1 | Pro Victoria | 25-21, 24-26, 25-22, 25-15 |

### Challenge Cup
| Sedicesimi di finale (andata) - 28 novembre 2018 Bezirkssporthalle, Perg       | Prinz Brunnenbau | 0 - 3 | Pro Victoria     | 19-25, 23-25, 20-25               |
| Sedicesimi di finale (ritorno) - 4 dicembre 2018 Palazzetto dello Sport, Monza | Pro Victoria     | 3 - 0 | Prinz Brunnenbau | 25-17, 25-14, 25-18               |
| Ottavi di finale (andata) - 19 dicembre 2018 Edugo Topsporthal, Gand           | VDK Gent         | 0 - 3 | Pro Victoria     | 15-25, 20-25, 23-25               |
| Ottavi di finale (ritorno) - 23 gennaio 2019 Palazzetto dello Sport, Monza     | Pro Victoria     | 3 - 2 | VDK Gent         | 25-19, 25-13, 24-26, 19-25, 15-7  |
| Quarti di finale (andata) - 5 febbraio 2019 Palazzetto dello Sport, Monza      | Pro Victoria     | 3 - 0 | Kamnik           | 25-19, 25-18, 25-7                |
| Quarti di finale (ritorno) - 13 febbraio 2019 Športna dvorana, Kamnik          | Kamnik           | 1 - 3 | Pro Victoria     | 14-25, 25-23, 23-25, 22-25        |
| Semifinali (andata) - 27 febbraio 2019 Gymnase Maillan, Le Cannet              | Volero Le Cannet | 2 - 3 | Pro Victoria     | 20-25, 25-22, 19-25, 25-23, 13-15 |
| Semifinali (ritorno) - 6 marzo 2019 Palazzetto dello Sport, Monza              | Pro Victoria     | 2 - 3 | Volero Le Cannet | 25-16, 15-25, 21-25, 25-18, 13-15 |
| Finale (andata) - 20 marzo 2019 Mimar Sinan Kapalı Spor Salonu, Aydın          | Aydın BB         | 0 - 3 | Pro Victoria     | 15-25, 23-25, 17-25               |
| Finale (ritorno) - 27 marzo 2019 Palazzetto dello Sport, Monza                 | Pro Victoria     | 3 - 1 | Aydın BB         | 25-20, 17-25, 25-22, 25-15        |

## Statistiche

### Statistiche di squadra
| Competizione  | Punti | In casa | In casa | In casa | In trasferta | In trasferta | In trasferta | Totale | Totale | Totale |
| Competizione  | Punti | G       | V       | P       | G            | V            | P            | G      | V      | P      |
| ------------- | ----- | ------- | ------- | ------- | ------------ | ------------ | ------------ | ------ | ------ | ------ |
| Serie A1      | 48    | 15      | 11      | 4       | 15           | 7            | 8            | 30     | 18     | 12     |
| Coppa Italia  | -     | 1       | 0       | 1       | 1            | 0            | 1            | 2      | 0      | 2      |
| Challenge Cup | -     | 5       | 4       | 1       | 5            | 5            | 0            | 10     | 9      | 1      |
| Totale        | -     | 21      | 15      | 6       | 21           | 12           | 9            | 42     | 27     | 15     |

G = partite giocate; V = partite vinte; P = partite perse